# 火刑台上のジャンヌ・ダルク

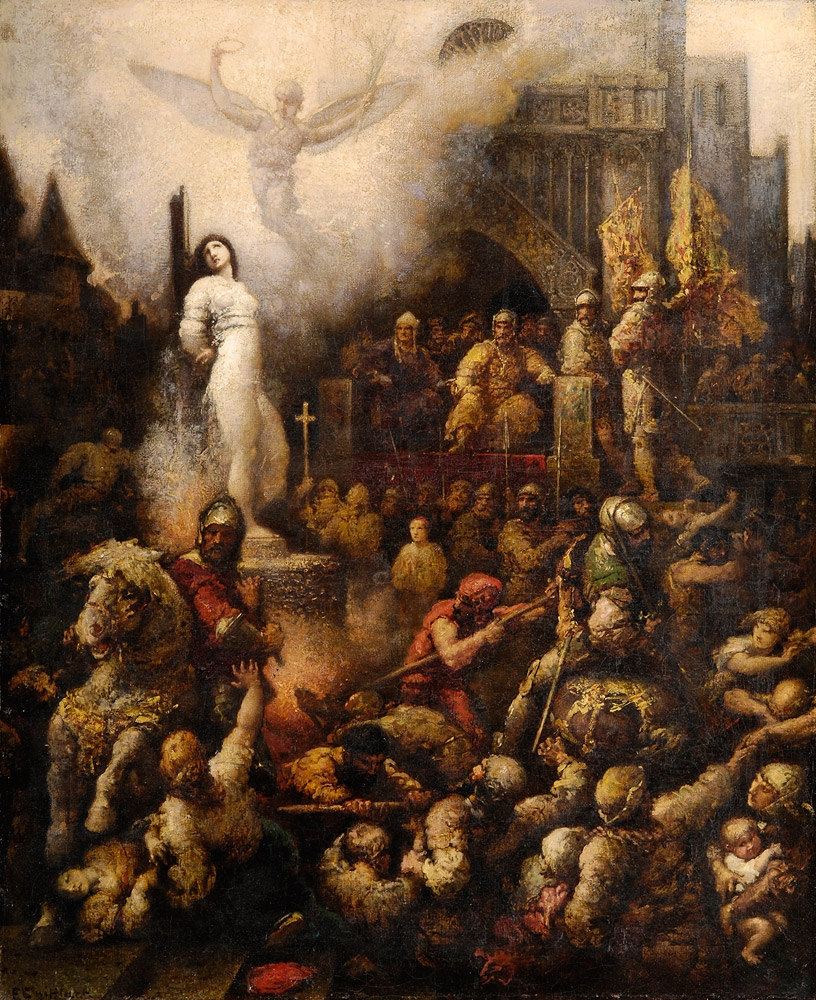
フランソワ＝ニコラ・シフラールによるジャンヌ・ダルク

『火刑台上のジャンヌ・ダルク』（かけいだいじょうのジャンヌ・ダルク、Jeanne d'Arc au bûcher ）は、ポール・クローデル台本、アルテュール・オネゲル作曲のオラトリオである。
舞踏家のイダ・ルビンシュタインに捧げられている。
1954年にイタリア・フランス合作で映画化された。

## 概要
- フランス語原題：Jeanne d'Arc au bûcher, Oratorio dramatique ― Poème de Paul Claudel
  - 日本語訳：劇的オラトリオ「火刑台上のジャンヌ・ダルク」―ポール・クローデルの詩による
- 演奏時間：1時間20分（スコアによる）
- 作曲時期：1935年、1941年（プロローグ）
- 初演：1938年5月12日、スイス、バーゼルにて。演奏会形式による。
- 舞台初演：1942年6月3日、スイス、チューリヒ市立劇場にて。

## 登場人物
俳優と歌手からなり、以下の主要な登場人物を軸に物語は進んでゆく。この主要人物は歌手でなく俳優により演じられる。
- ジャンヌ・ダルク
- 修道士ドミニク

## あらすじ
ジャンヌの火刑を翌日に控えた晩。修道士ドミニクは、裁判が記録された書物を持ってジャンヌを訪ねる。そこから、ジャンヌの過去を回想するシーンが続く。野獣に裁かれる異端審問、王たちの賭けにより引き渡されるジャンヌ、ランスに王を迎えに行く栄光の過去。子供の頃の思い出。朝になり、突如現実に引き戻され、ジャンヌは火刑に処される。

## 編成

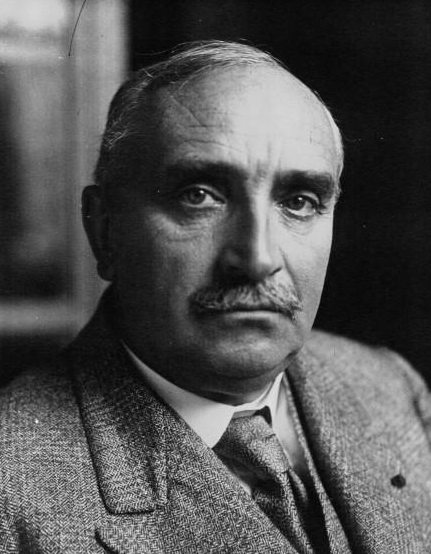
ポール・クローデル（1928年）

オーケストラ
サクソフォーン、オンド・マルトノなど多彩な楽器を含む編成であるが、ホルンを欠く。
- フルート2
- オーボエ2
- クラリネットB♭管1、 E♭管1、バスクラリネット1
- アルト・サクソフォーン3（3番は任意でテナーでも可）
- ファゴット3、コントラファゴット1
- トランペットC管3、ピッコロトランペットD管1
- トロンボーン3、バストロンボーン1（チューバでも可）
- ティンパニ
- 大太鼓、小太鼓、シンバル、トライアングル、タムタム、ウッド・ブロック、ラチェット
- ピアノ2（第6景では、弦の上に鉄の棒を置き、チェンバロの音色を模倣する）
- チェレスタ
- オンド・マルトノ
- 弦五部

合唱・独唱
- 混声四部合唱
- 児童合唱
- ソプラノ独唱2（プロローグの独唱は含めず）
- アルト独唱
- テナー独唱
- バス独唱
- 子供の声
  - 独唱は「子供の声」を除き、複数の役を掛け持ちで行う。

俳優・パントマイム
- ジャンヌ・ダルク、修道士ドミニクを含め数名（掛け持ちで行えるため）

## 構成

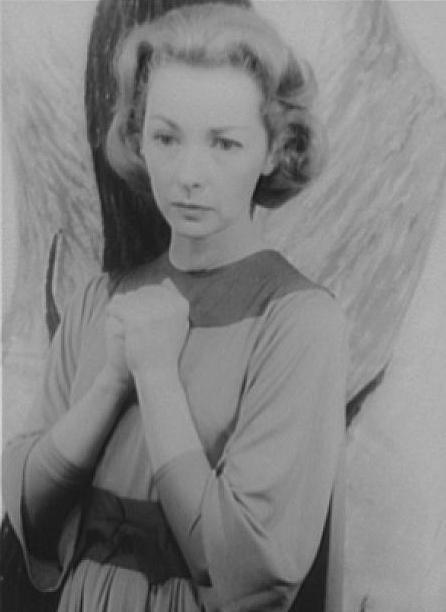
ジャンヌ・ダルクを演じるフェリシア・モンテアレグレ（1958年、ニューヨーク）

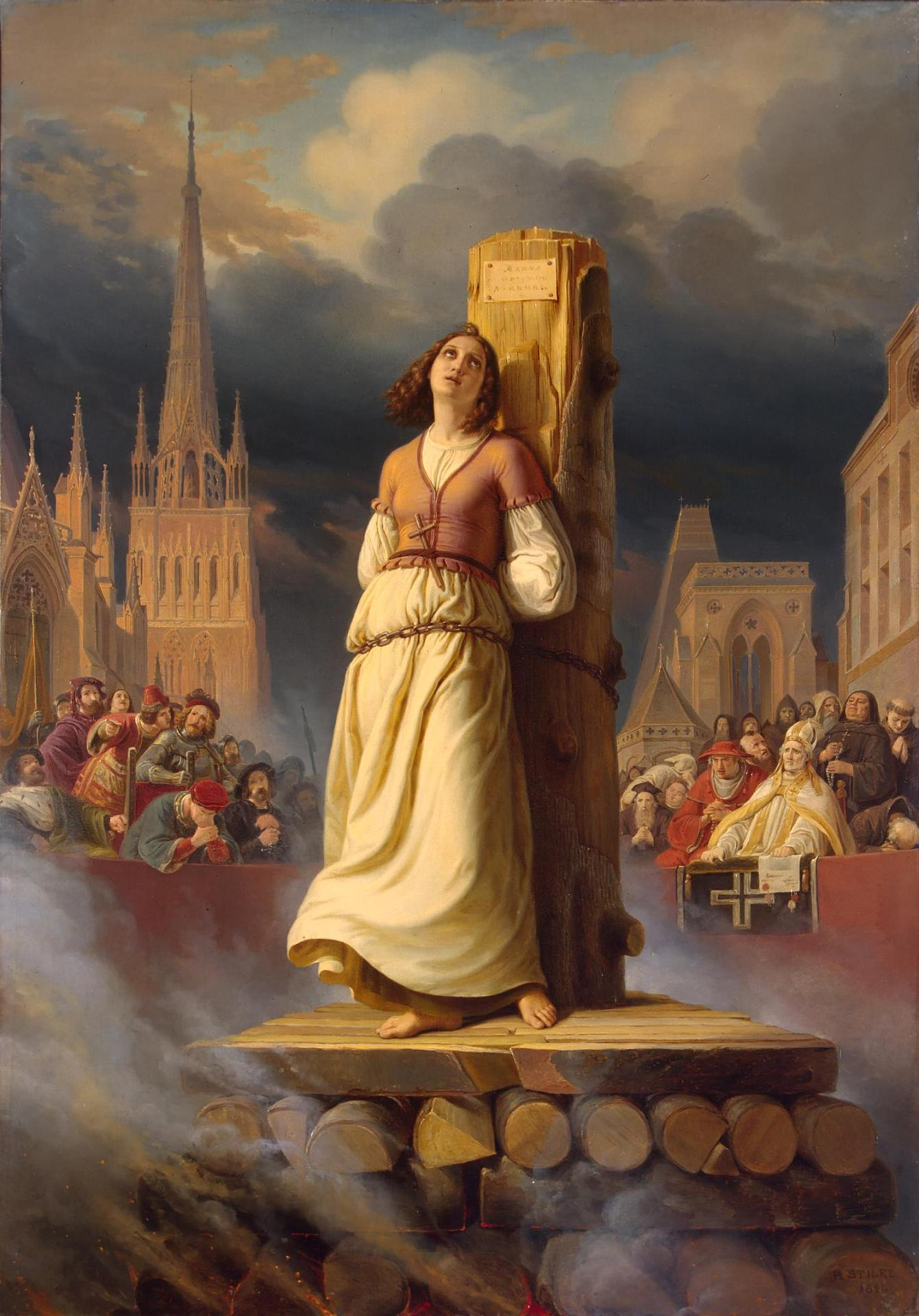
ヘルマン・スティルケによる『火刑台のジャンヌ・ダルク』

プロローグと11のシーンから成り、全て連続して演奏されるが、それぞれのシーンは時系列に従っていない。
プロローグ prologue
低音楽器に始まり、やがて合唱が百年戦争で祖国を分断され苦しむフランスの民の心情を歌う。どこからか「ジャンヌという娘がいた!」という声が響く。
1.　天の声　　les voix du ciel
天国からジャンヌを呼ぶ声が聞こえる。
2.　一冊の書　　le livre
ジャンヌのもとに、天国から遣わされた聖ドミニクが、真実が記された書物を携えて現れる。ジャンヌはドミニクにその書物を読んでもらうように頼む。
3.　地の声　　les voix de la terre
「魔女」「神の敵」と罵倒する人々の声にジャンヌは怯える。ドミニクはこうなったのは野獣の心性を持った者どもによって行われた裁判の結果であると説明する。
4.　野獣に引き渡されたジャンヌ　　jeanne livrée aux bêtes
ファンファーレが鳴り、野獣たちによる裁判が開廷する。ジャンヌを裁く裁判長は豚、書記はロバ、陪審員は羊である。ジャンヌの証言は改竄され、死刑の判決が下される。
5.　火刑柱に付けられたジャンヌ　　jeanne au poteau
6.　王たち、またはトランプ遊びの考案　　les rois ou l'invention du jeu de cartes
様々な政治的思惑によってジャンヌの身柄がイギリスに引き渡されたことが、王たちのカードゲームとしてカリカチュアライズされる。
7.　カトリーヌとマルグリート　　catherine et marguerite
ドンレミ村の少女だったジャンヌは聖カトリーヌと聖マルグリートのお告げにより、フランス王を救うための戦いに身を投じる。
8.　ランスに向かう王　　le roi qui va-t-a rheims
ジャンヌの活躍によりオルレアンの包囲を破った王太子シャルルは、戴冠式を行うためにノートルダム大聖堂があるランスへ向かう。その途中にある村では人々が王の戴冠を祝う。このシーンで登場する「ウルトビーズ」と、「酒樽母さん」は、それぞれ小麦を挽く風車＝北フランス、ワイン＝南フランスを擬人化したものであり、彼らの再会は南北フランスの再統一を意味している。
9.　ジャンヌの剣　　l'epée de jeanne
ジャンヌは、聖カトリーヌと聖マルグリートの声に従い、教会で剣を手に入れた時のことを詳しく話す。
10.　トリマゾ　　trimazô 
前のシーンで子供たちが歌っていたトリマゾの歌をジャンヌがソロで歌う。（ジャンヌは俳優が演じるが、この部分だけは歌う）
11.　炎の中のジャンヌ・ダルク　　jeanne d'arc en flammes
群衆の怒号が渦巻く中、ジャンヌの死刑が執行される。聖母が現れ、死の恐怖にふるえるジャンヌを天国に招く。炎に包まれたジャンヌは自ら鎖を断ち切り、全ての拘束から解放されて天国に召される。ジャンヌが息を引き取った後、合唱が「愛するもののために自分の命を犠牲にするほど大きな愛はありません」と歌い、ニ長調の静謐な響きにより曲が閉じられる。

## 映画
『火刑台上のジャンヌ・ダルク』（かけいだいじょうのジャンヌ・ダルク、原題：伊: Giovanna d'Arco al rogo、仏: Jeanne au Bucher）は1954年のイタリア・フランス合作映画。オラトリオを基にロベルト・ロッセリーニ監督がイングリッド・バーグマン主演で映像化した。日本では劇場未公開でVHS化もされなかったが、2003年にDVD化された。

### 出演
- イングリッド・バーグマン
- トゥリオ・カルミナティ
- ジャチント・プランデルリ
- アウグスト・ロマーニ

### スタッフ
- 監督：ロベルト・ロッセリーニ
- 原案：ポール・クローデル
- 原作：アルテュール・オネゲル
- 脚本：ポール・クローデル、ロベルト・ロッセリーニ
- 音楽：アルテュール・オネゲル